# قارئ نموذجي

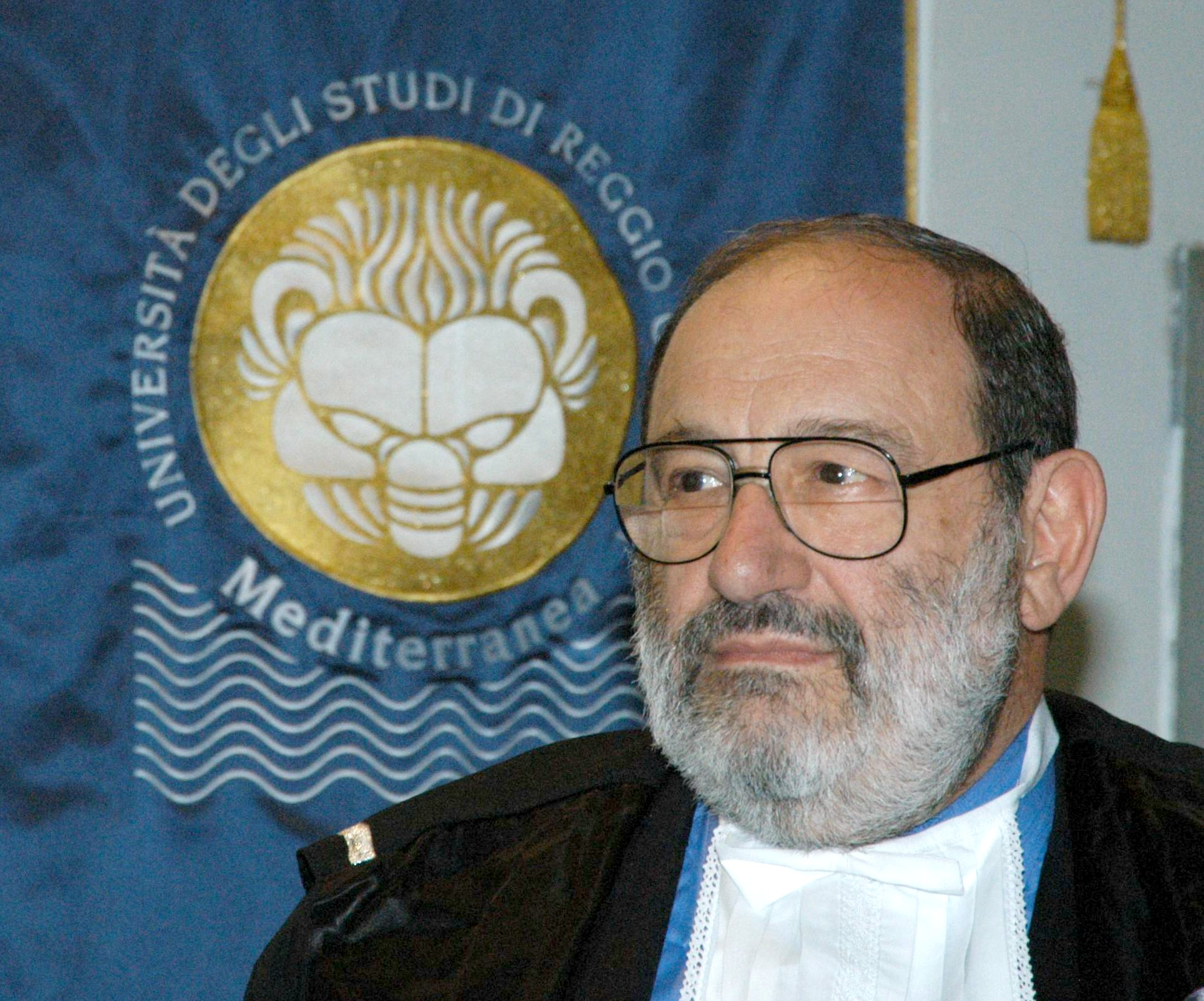

القارئ النموذجي هو مفهوم مُستخدم غالبا في تحليل الخطاب يخوّل تمييز القارئ الواقعيّ من القارئ المُقتضى. القارئ النموذجيّ كائن مُجرّد يُستخلص استخلاصا من النصّ. إنّه «استراتيجيّة نصيّة» يتوسّل بها المُؤلّف حتّى يُوفّر لأثره مقروئيّة ناجعة. فهو المُرسل إليه المُتخيّل الذي لا يقتصر على استيعاب النصّ القصصي* وتأويله تأويلا يُساير المقاصد التي وُجد من أجلها النصّ فحسب بل يُجيد التّأثير في القارئ الواقعيّ أيضا. ولكلّ نصّ قصصيّ، مُغلقا كان أو مفتوحا، قارئٌ نموذجيّ مخصوص. والقارئ النموذجيّ هو نموذجيّ في فهمه مقاصد المؤلّف جرّاء ما يتحلّى به من معرفة موسوعيّة ومُؤهّلات لسانيّة وقُدرات تواصليّة تمكّنه جميعها من فهم النصّ وتأويله. إنّه مُتلقّ مثاليّ ينشده الرّاوي (Eco, 1989).